# Friedrich Ludwig Sieffert
Friedrich Ludwig Sieffert (* 1. Februar 1803 in Elbing; † 2. November 1877 in Bonn) war ein deutscher evangelischer Theologe.

## Leben
Der Sohn des Kaufmanns Johann Sieffert hatte seine voruniversitäre Ausbildung am Gymnasium seiner Heimatstadt erhalten. Dem Wunsch der Mutter folgend, beschäftigte er sich mit Theologie und trat der reformierten Gemeinde seines Heimatorts bei. Dadurch lernte er auch schnell die unterschiedlichen Strömungen der damaligen evangelischen Kirche kennen. Ostern 1821 begann er an der Universität Königsberg sein theologisches Studium, zu welchem er als Grundlage die Vorlesungen an der Philosophischen Fakultät besuchte. Seine prägenden Lehrer jener Zeit wurden Johann Friedrich Herbart und August Hahn. Von diesen Lehrern angeleitet, promovierte er Ostern 1824 zum Doktor der Philosophie.
Danach setzte er seine Studien an der Universität Berlin fort, wo er besonders von August Neander gefördert wurde. Im Sommer 1825 unterbrach er seinen zweijährigen Berliner Aufenthalt, um mit einem Reisestipendium ausgestattet nach Wien zu reisen. Hier studierte er an der Wiener Bibliothek den Kommentar des Bischofs Theodor von Mopsuestia zu den kleinen Propheten. Zurückgekehrt nach Berlin, wurde er 1826 zum Lizentiaten der Theologie ernannt und habilitierte sich mit einer Schrift über den vorgenannten Bischof 1827 als Privatdozent an der Theologischen Fakultät der Königsberger Hochschule.
In Königsberg hatte er eine bedeutende Wirksamkeit entfaltet, indem er in die damals lebhaft erörterten Probleme der Exegese des Alten Testaments in selbstständiger Weise eingriff. Von den Fähigkeiten des jungen Theologen überzeugt, wurde er im Oktober 1828 von den Kuratoren der Königsberger Hochschule zum außerordentlichen Professor der Theologie ernannt und erhielt im selben Jahr die Leitung des theologisch-exegetischen Seminars daselbst. 1830, aus Anlass der von der theologischen Fakultät veranstalteten Säkularfeier der Augsburger Konfession, wurde er zum Doktor der Theologie ernannt.
Nachdem er in seinen wissenschaftlichen Privatstudien von der Auslegungsgeschichte zur Exegese und zur Bibelkritik, vom Alten Testament zum Neuen Testament übergegangen war, veröffentlichte er 1832 sein wohl bedeutendstes Werk Über den Ursprung des ersten kanonischen Evangeliums. Dieses Werk war zur damaligen Zeit als epochebildendendes Werk angesehen worden.
Trotz einiger Kritik, gegen die er sich erwehren konnte, erkannte man in Königsberg, welchen guten Nutzen Sieffert für die Hochschule darstellte, und ernannte ihn 1834 zum ordentlichen Professor der Theologie. In dieser Eigenschaft beteiligte er sich auch an den organisatorischen Aufgaben der Hochschule und war im Wintersemester 1836/37 Rektor der Alma Mater. Ein Augenleiden, welches seine wissenschaftliche Arbeit seit jener Zeit beeinflusste, nötigte ihn 1839 die Stellung eines dritten Hofpredigers an der Burgkirche in Königsberg zu übernehmen, nachdem er 1841 Assessor am Königsberger Konsistorium geworden war, übernahm er 1842 als Konsistorialrat die Aufgaben am Königsberger Konsistorium.
Allerdings legte er 1857 seine konsistoriale Tätigkeit nieder und wurde 1873 aus seiner Hochschullehrertätigkeit emeritiert. Seine letzten Lebensjahre verbrachte er bei seinem einzigen Sohn Anton Emil Friedrich Sieffert, der auch Theologieprofessor war. (Zwei Töchter, die ebenfalls aus seiner 1833 geschlossenen Ehe mit Emma Dunker hervorgegangen waren, überlebten ihn nicht). Dieser hatte nach seinem Tod mit der zweiunddreißigseitigen Publikation, eine Skizze seines Lebens ihm ein literarisches Denkmal gesetzt (erschienen im Ostpreußischen Zeitungs- und Verlag-Druckerei, 1880).

## Werke
- De libera quam dicunt, hominum voluntate: dissertate philosophorum ordini in Academica Regimontana. Berlin 1824 (Online)
- Chrestomathia Syriaca, cum notis philologicis historicis atque Glossario. Leipzig 1825 (gemeinsam mit August Hahn) und 1867 (Online)
- Theodorus Mopsuestenus veteris testamenti sobrie interpretandi vindex. Königsberg 1827 (Online)
- De singulorum librorum sacrorum auctoritate canonica recte aestimanda. Königsberg 1836 (Online, gemeinsam mit Albert Kahle)
- Ueber den Ursprung des ersten kanonischen Evangeliums. Eine kritische Abhandlung. Königsberg, 1832, (Online)
- De ultima Domini Jesu Christi coena. Königsberg 1839
- Kurze Erwiederung auf die von dem zeitigen Director des Burgkirchen-Collegiums Herrn Polizei-Präsidenten Dr. Abegg publicirte "Beleuchtung des Protestes" welcher Angelegenheit der neu zu besetzenden Hofpredigerstelle bei dem Burgkirchen-Collegium von mir eingelegt worden ist. Königsberg 1845
- Andeutungen über die apologetische Fundamentirung der christlichen Glaubenswissenschaft. 1871